# Tasa Jiya
Tasa Jiya (* 16. September 1997 in Utrecht) ist eine niederländische Leichtathletin, die sich auf den Sprint spezialisiert hat.

## Sportliche Laufbahn
Erste internationale Erfahrungen sammelte Tasa Jiya beim Europäischen Olympischen Jugendfestival (EYOF) 2013 in Utrecht, bei dem sie in 12,04 s die Silbermedaille im 100-Meter-Lauf gewann und über 200 Meter in 24,10 s siegte. Zudem wurde sie mit der niederländischen 4-mal-100-Meter-Staffel im Finale disqualifiziert. Im Jahr darauf verpasste sie mit der Staffel bei den Juniorenweltmeisterschaften in Eugene mit 45,29 s den Finaleinzug und 2015 schied sie bei den Junioreneuropameisterschaften in Eskilstuna mit 11,94 s im Halbfinale über 100 Meter aus und belegte in 23,92 s den siebten Platz im 200-Meter-Lauf. Zudem kam sie mit der Staffel im Finale nicht ins Ziel. Bei den U20-Weltmeisterschaften 2016 in Bydgoszcz schied sie über 200 Meter mit 23,72 s im Semifinale über 200 Meter aus und kam mit der Staffel im Vorlauf nicht ins Ziel. 2023 wurde sie mit der Staffel bei der 1. Liga der Team-Europameisterschaft im Zuge der Europaspiele in Chorzów in 42,61 s Erste und sicherte sich damit ligenübergreifend die Goldmedaille. Anschließend schied sie bei den Weltmeisterschaften in Budapest mit 22,67 s im Halbfinale über 200 Meter aus und kam mit der Staffel im Finale nicht ins Ziel. Bei den World Athletics Relays 2024 auf den Bahamas wurde sie in 43,07 s Sechste in der Finalrunde über 4-mal 100 Meter und sicherte damit dem niederländischen Team einen Startplatz bei den Olympischen Spielen in Paris. Anschließend belegte sie bei den Europameisterschaften in Rom in 22,90 s den fünften Platz über 200 Meter und gewann mit der Staffel in 42,46 s gemeinsam mit Nadine Visser, Marije van Hunenstijn und Minke Bisschops die Bronzemedaille hinter den Teams aus dem Vereinigten Königreich und Frankreich. Im August schied sie bei den Olympischen Sommerspielen in Paris mit 22,80 s im Halbfinale über 200 Meter aus und belegte im Staffelbewerb in 42,74 s im Finale den siebten Platz.
In den Jahren 2020, 2023 und 2024 wurde Jiya niederländische Meisterin im 200-Meter-Lauf sowie 2024 auch über 100 Meter.

## Persönliche Bestzeiten
- 100 Meter: 11,22 s (+1,2 m/s), 28. Juni 2024 in Hengelo
  - 60 Meter (Halle): 7,25 s, 27. Januar 2024 in Apeldoorn
- 200 Meter: 22,62 s (+1,9 m/s), 30. Juni 2024 in Hengelo